# Внутреннее отражение
Вну́треннее отраже́ние — явление отражения электромагнитных или звуковых волн от границы раздела двух сред при условии, что волна падает из среды, где скорость её распространения меньше (в случае световых лучей это соответствует бо́льшему показателю преломления).
Неполное внутреннее отражение — внутреннее отражение при условии, что угол падения меньше критического угла. В этом случае луч раздваивается на преломлённый и отражённый.

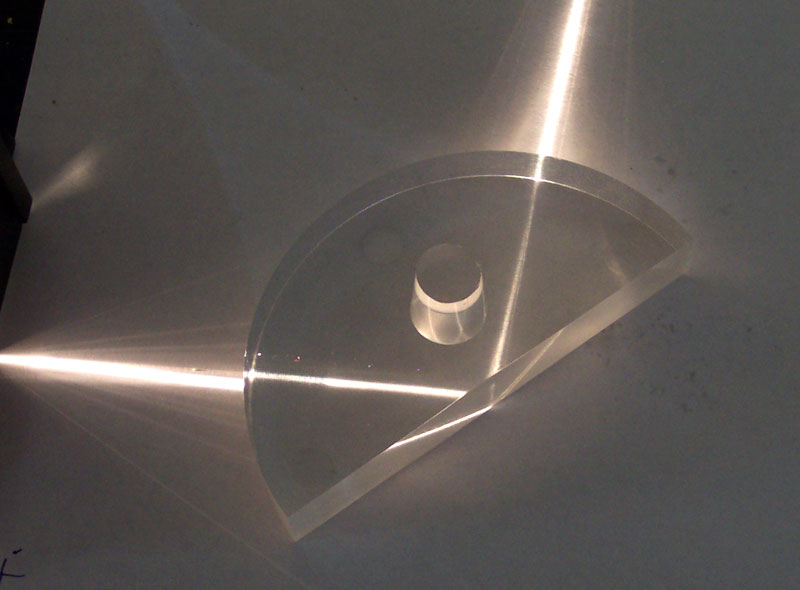
Полное внутреннее отражение света

Полное внутреннее отражение — внутреннее отражение, при условии, что угол падения превосходит некоторый критический угол. При этом падающая волна отражается полностью, и значение коэффициента отражения превосходит его самые большие значения для полированных поверхностей. Коэффициент отражения при полном внутреннем отражении не зависит от длины волны.
В оптике это явление наблюдается для широкого спектра электромагнитного излучения, включая рентгеновский диапазон.
В геометрической оптике явление объясняется в рамках закона Снеллиуса. Учитывая, что угол преломления не может превышать 90°, получаем, что при угле падения, синус которого больше отношения меньшего показателя преломления к большему показателю,
{\displaystyle \theta _{\text{i}}>\theta _{\text{c}}=\arcsin {\frac {n_{2}}{n_{1}}},}
электромагнитная волна должна полностью отражаться в первую среду. Угол {\displaystyle \theta _{\text{c}}} представляет собой наименьший угол падения, при котором наблюдается полное внутреннее отражение. Его называют предельным или критическим углом. Используется также наименование «угол полного отражения».
В соответствии с волновой теорией явления, электромагнитная волна всё же проникает во вторую среду — там распространяется так называемая «неоднородная волна», которая экспоненциально затухает и энергию с собой не уносит. Характерная глубина проникновения неоднородной волны во вторую среду порядка длины волны.
Впервые явление полного внутреннего отражения было описано Иоганном Кеплером в 1600 году.
Нарушенное полное внутреннее отражение — явление нарушения полного внутреннего отражения из-за поглощения отражающей средой части излучения. Широко применяется в лабораторной практике и оптической промышленности.

## Пример
Рассмотрим внутреннее отражение на примере двух монохроматических лучей, падающих на границу раздела двух сред. Лучи падают из зоны более плотной среды (обозначена более тёмным голубым цветом) с показателем преломления {\displaystyle n_{1}} на границу с менее плотной средой (обозначена светло-голубым цветом) с показателем преломления {\displaystyle n_{2}}.
Красный луч падает под углом {\displaystyle \Phi _{1}<\!\,\!\,\alpha _{c}=\!\,\Theta _{c}}, то есть на границе сред он раздваивается — частично преломляется и частично отражается. Часть луча преломляется под углом {\displaystyle \Phi _{2}}.
Зелёный луч падает и полностью отражается {\displaystyle \Theta >\!\,\alpha _{c}=\!\,\Theta _{c}}.

## Полное внутреннее отражение в природе и технике
Фата-моргана, эффекты миража, например иллюзия мокрой дороги при летней жаре. Здесь отражения возникают из-за полного отражения между слоями воздуха с разной температурой.
Яркий блеск многих природных кристаллов, а в особенности — огранённых драгоценных и полудрагоценных камней объясняется полным внутренним отражением, в результате которого каждый вошедший в кристалл луч образует большое количество достаточно ярких вышедших лучей, окрашенных в результате дисперсии.
Блеск алмазов, выделяющий их из прочих драгоценных камней, также определяется этим феноменом. Из-за высокого показателя преломления (n ≈ 2) алмаза оказывается большим и число внутренних отражений, которые претерпевает луч света с меньшими потерями энергии, по сравнению со стеклом и другими материалами с меньшим показателем преломления.

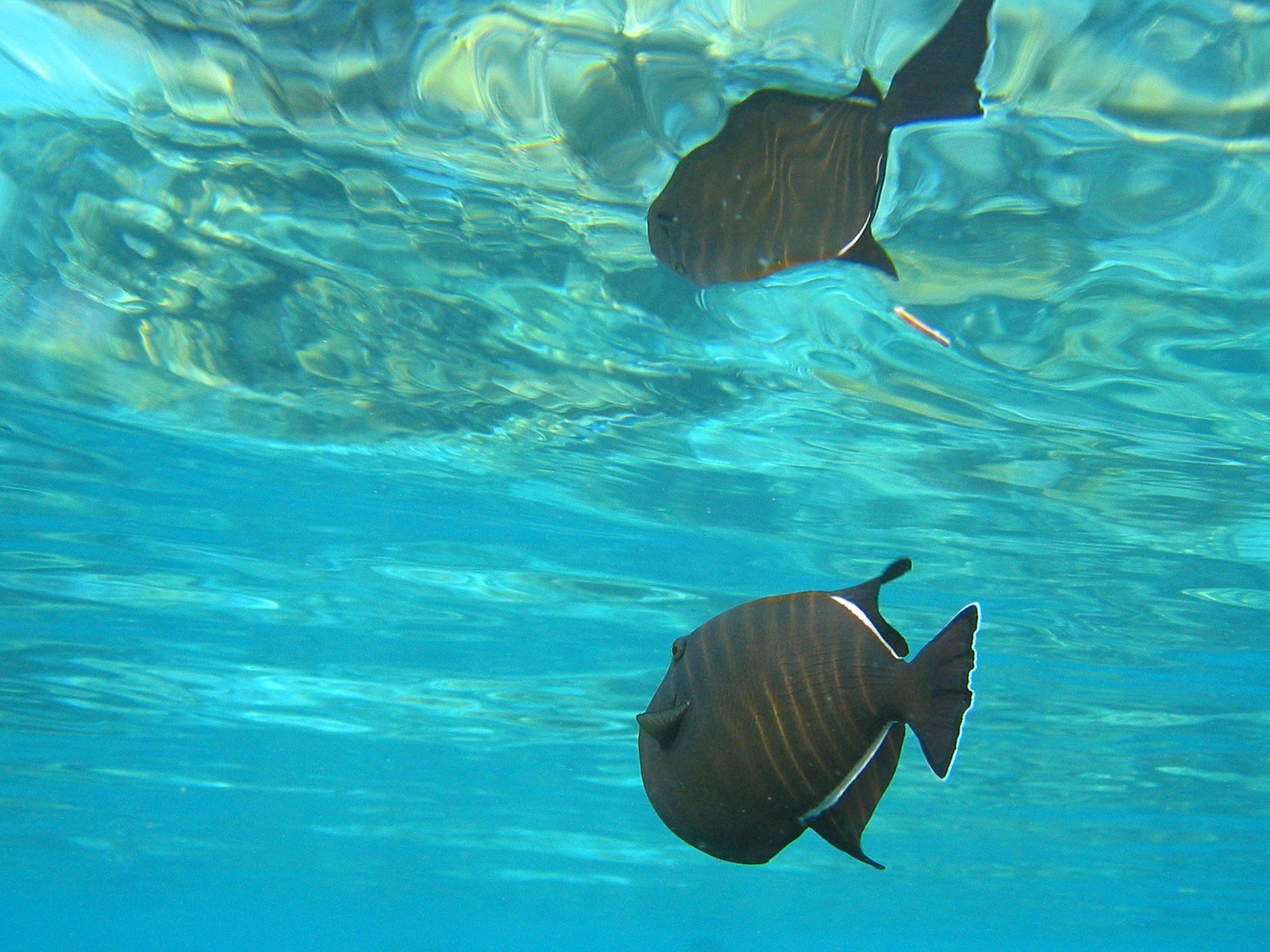
Отражение рыбы на поверхности раздела воздух-вода

Полное внутреннее отражение можно наблюдать, если смотреть из-под воды на поверхность: при определённых углах на границе раздела наблюдается не внешняя часть (то, что в воздухе), а видно зеркальное отражение объектов, которые находятся в воде.

### Светоделительный куб
Непосредственно за первой граничной поверхностью, то есть на расстоянии, максимум равном длине волны света, вторая граничная поверхность имеет тот же показатель преломления n1. Электромагнитная волна света проникает через полосу с показателем преломления n2 и попадает во вторую граничную поверхность с показателем преломления n1, но с меньшим значением энергии. Наблюдается раздвоение луча света, часть которого проникла в зону с показателем преломления n2. В конечном результате луч раздваивается: часть распространяется дальше в первоначальном направлении, в то время как другая часть отражается. Потеря интенсивности в среде n2 проходит экспоненциально по формуле
{\displaystyle I=I_{0}\exp \left(-{\frac {x}{\lambda }}\right).}

### Световод
Эффект полного внутреннего отражения используется в оптических волокнах. Осевая часть волокна (сердцевина) формируется из стекла с более высоким показателем преломления, чем окружающая оболочка. Такие световоды используются для построения волоконно-оптических кабелей.

## Отражение рентгеновских лучей (внешнее отражение)
При рентгеновском излучении из общей формулы значений показателя преломления
{\displaystyle n=1-\delta -i\beta }
следует, что вакуум — оптически более плотная среда, чем любое вещество. Значения коэффициента {\displaystyle \delta } прохождении рентгеновских лучей лежат в области между {\displaystyle 10^{-6}} и {\displaystyle 10^{-5}} и зависят от квантовой энергии излучения, констант кристаллической решётки и плотности вещества.
При небольших углах падения наблюдается эффект скольжения, преломления рентгеновских лучей с отражением под углом, равным углу падения (θ). Углы скольжения для «жёстких» рентгеновских лучей составляют доли градуса, для «мягких» — примерно 10—20 градусов.. Отметим, что термин внутренне отражение для света основан на том, что свет изнутри оптически более плотной среды (оптического стекла), падая на границу раздела с менее плотной средой (воздухом), отражается и остаётся внутри среды. Напротив, для рентгеновского отражения воздух или вакуум является более оптически плотной средой, чем материал отражателя, поэтому рентгеновское излучение падающее на поверхность раздела извне среды, отражается от границы раздела и остаётся вне среды. Поэтому об отражении рентгеновского излучения от среды говорят как о внешнем отражении или полном внешнем отражении
Преломление рентгеновских лучей при скользящем падении было впервые сформулировано М. А. Кумаховым, разработавшим рентгеновское зеркало, и теоретически обосновано Артуром Комптоном в 1923 году.

## Отражение упругих волн в твёрдом теле
Так как в твёрдом теле одновременно присутствуют продольные и поперечные волны, отражение на границе двух сред описывается законом Снеллиуса для каждого из типов волн. В соответствии с законом, выделяют не один, а три критических угла:
- Первый критический угол: наименьший угол падения продольной волны, при котором преломлённая продольная волна не будет проникать во вторую среду (возникновение головной волны).
- Второй критический угол: наименьший угол падения продольной волны, при котором преломлённая поперечная волна не будет проникать во вторую среду (появление поверхностной волны Рэлея).
- Третий критический угол: наименьший угол падения поперечной волны, при котором ещё отсутствует отражённая продольная волна.

## Другие волновые явления
Демонстрация преломления, а значит и эффекта полного внутреннего отражения возможна, например, для звуковых волн на поверхности и в толще жидкости при переходе между зонами различной вязкости или плотности.
Явления, сходные с эффектом полного внутреннего отражения электромагнитного излучения, наблюдаются для пучков медленных нейтронов.
Если на поверхность раздела падает вертикально поляризованная волна под углом Брюстера, то будет наблюдаться эффект полного преломления — отражённая волна будет отсутствовать.